# FMおおむら
株式会社FMおおむらは、長崎県大村市の一部地域を放送区域として超短波放送（FM放送）を行う特定地上基幹放送事業者である。FMおおむらの愛称でコミュニティ放送を営んでいる。

## 概要
長崎県で6局目のコミュニティ放送局である。 2010年（平成22年）2月19日予備免許取得、3月14日開局。本社およびスタジオはJR大村駅駅舎内にある。
なお、同局ホームページでは「日本で初めて駅舎の中に本社・スタジオを設置」としているが、燕三条エフエム放送が1998年にJR燕三条駅に設置しており誤りである（燕三条エフエムは駅舎内より2014年に移転）。
「大村市を中心に大村湾エリアをカバーし、そのエリア内人口は約30万人」と称している。この内、大村市の人口は93,166人（平成24年2月末日現在）。長崎市、佐世保市でも受信できるところがある。

## 番組編成
2016年（平成28年）1月現在。放送時間は7:00 - 20:00（土曜日・日曜日は18:00まで） 。すべて生放送の自社制作番組。専属パーソナリティは大村市民が担当している。

### 平日
- モーニングメロディ OMURA（月 - 金 7:00 - 9:00）
- オモシロ図鑑（火 - 金 9:00 - 10:00）
- ママcafe（月 9:00 - 10:00）
- まるごとアルバム（毎日 11:00 - 12:00、月・金 15:00 - 17:00、火 - 木 15:00 - 16:00）
- おおむらんち（月 - 金 12:00 - 13:00）
- ホントに委員会?!（木 17:00 - 18:00）
- グルグルおおむら（月・水 - 金 13:00 - 14:00）
- まるごとアルバムラウンジmusic（月 - 金 10:00 - 11:00）
- 時々ドキ DOKI（火 - 木 16:00 - 17:00）
- カエルンバ（月 - 水・金 17:00 - 18:00）
- 今から DO?（月・火・木・金 18:00 - 19:00）
- クラブシーハットII（火 19:00 - 20:00）
- ジャパンフォーク　ボートレース大村（水 18:00 - 20:00）
- 私のターンマーク〜その時人生が変わった〜（木 19:00 - 20:00）
- あなたに会いタイム （月・金 19:00 - 20:00）

### 土曜日
- モーニングクラシックOMURA（7:00 - 09:00）
- まるごとアルバム（9:00 - 10:00、11:00 - 12:00、13:00 - 14:00、15:00 - 16:00、16:00 - 17:00）
- おおむらずっしり IN サタデー（10:00 - 11:00）
- おおむら的ご飯（12:00 - 13:00）
- おおむらん RAN（14:00 - 15:00）
- サタデーバスケット（17:00 - 18:00）

### 日曜日
- キラリおおむら IN サンデー（7:00 - 08:00）
- まるごとアルバム（8:00 - 10:00、11:00 - 12:00、13:00 - 14:00、15:00 - 17:00）
- おおむらずっしり IN サンデー（10:00 - 11:00）
- おおむら的ご飯（12:00 - 13:00）
- おおむらん RAN（14:00 - 15:00）
- サンデーバスケット（17:00 - 18:00）

### 不定期放送
- 大村市議会放送（定例会一般質問等）
- 選挙開票（大村市長、大村市議会議員）
- ナマチュウ!（ボートレース大村からサテライト放送）
- ようこそ!光と風の丘へ（鎮西学院高等学校からサテライト放送）

### その他
- おおむら夏越花火大会（サテライト放送）
- 年末特別番組　ボートレース大村　HAPPY　カウントダウン（12月31日 21:00 - 翌1月1日 0:05）